# Valea Salciei
Valea Salciei is een Roemeense gemeente in het district Buzău.
Valea Salciei telt 845 inwoners.